# Утакмице фудбалске репрезентације Мађарске 2015.
| Домаћин | Гост |

Фудбалска репрезентација Мађарске је током 2015. године одиграла девет званичних утакмица. Од одиграних девет утакмица, једна је билапријатељског карактера и осам квалификационих утакмица за Европско првенство 2016. Селектор репрезентације био је Пал Дардаи, до 20. јула 2015, а потом је на његово место дошао Бернд Шторк. Репрезентација је у квалификацијама за Европско првенство 2016. завршила на трећем месту у групи и одиграла је додатне квалификационе утакмице против репрезентације Норвешке. Са две победе против Норвешке, од 1 : 0 у гостима и 2 : 1 код куће, Мађарска је обезбедила учешће на Европском првенству.

## Утакмице
Победа
  Нерешено
  Пораз
| Мађарска | 0 : 0    | Грчка |
| -------- | -------- | ----- |
|          | Извештај |       |

| Мађарска                                           | 4 : 0    | Литванија |
| -------------------------------------------------- | -------- | --------- |
| Стибер 16’ · Џуџак 21’ · Николић 30’ · Пришкин 31’ | Извештај |           |

| Финска | 0 : 1    | Мађарска   |
| ------ | -------- | ---------- |
|        | Извештај | 82’ Стибер |

| Мађарска | 0 : 0    | Румунија |
| -------- | -------- | -------- |
|          | Извештај |          |

| Северна Ирска    | 1 : 1    | Мађарска   |
| ---------------- | -------- | ---------- |
| К. Лаферти 90+3’ | Извештај | 74’ Гузмич |

| Мађарска     | 2 : 1    | Фарска Острва   |
| ------------ | -------- | --------------- |
| Беде 63’ 71’ | Извештај | 11’ Р. Јакобсен |

| Грчка                                                        | 4 : 3    | Мађарска                      |
| ------------------------------------------------------------ | -------- | ----------------------------- |
| Стафилидис 5’ · П. Такцидис 56’ · Митроглу 79’ · П. Коне 86’ | Извештај | 27’ Ловренчич · 55’ 79’ Немет |

| Норвешка | 0 : 1    | Мађарска         |
| -------- | -------- | ---------------- |
|          | Извештај | 26’ Клајнхајслер |

| Мађарска                          | 2 : 1    | Норвешка      |
| --------------------------------- | -------- | ------------- |
| Пришкин 14’ · Хенриксен 83’ (аг.) | Извештај | 87’ Хенриксен |

| Претходна година: 2014. | Утакмице фудбалске репрезентације Мађарске 2015. | Наредна година: 2016. |

## Голгетери у 2015.
| - Золтан Стибер - Балаж Џуџак - Немања Николић - Тамаш Пришкин - Ричард Гузмич - Данијел Беде - Герге Ловренчич - Ласло Клајнхајслер |

## Белешка
1. ↑  Деби Јаниса Јаниотаса за Грчку
2. ↑  Деби Роланда Солнокија (Видеотон) за Мађарску
3. ↑  Деби Линаса Климавичиуса и Викинтас Сливка за Литванију
4. ↑  Деби Констатина Будескуа за Румунију
5. ↑  Деби Адама Нађа (Ференцварош) за Мађарску
6. ↑  Деби Адама Бодија (Дебрецен) за Мађарску
7. ↑  Црвени картон (два жута: 43, 90+4) Атли Грегерсен, (Фарска острва)
8. ↑  Деби Адама Цанетопоулоса за Грчку
9. ↑  Стота међународна утакмица Габора Кираља (Сомбатхељ) за Мађарску
10. ↑  Мађарска се квалификовала за Европско првенство у фудбалу 2016. у Француској.

## Извори и спољашње везе
- Утакмице репрезентације Мађарске (2014)
- Утакмице репрезентације Мађарске (Све године)
- „European Qualifiers Fixture List” (PDF). uefa.com. 2014-02-23. Приступљено 2014-02-24.
- eu-football (2015)